# 月河乡
月河乡是中国陕西省商洛市镇安县下辖的一个乡。

## 行政区划
月河乡下辖以下行政区：
菩萨殿村、先进村、东阳村